# Barra de Santo Antônio
Barra de Santo Antônio est une municipalité brésilienne dans l'État de l'Alagoas.